# Redaktionsleitfaden
Ein Redaktionsleitfaden, auch Redaktionshandbuch genannt, regelt die Erstellung der Technischen Dokumentation in einer Organisation. Er ist vor allem in den Dokumentationsabteilungen großer Unternehmen üblich. Der Hauptzweck eines Redaktionsleitfadens besteht darin, die Konsistenz und Qualität der Technischen Dokumentation zu sichern.

## Inhaltliche und gestalterische Aspekte
In einem Redaktionsleitfaden können unter anderem festgelegt sein:
- Die Zielgruppen und Nutzer der Technischen Dokumentation
- Arbeitsanweisungen für Mitwirkende
- Beschreibung der Vorgänge oder Prozessschritte
- Arten und Medien der Dokumente, beispielsweise unter den Aspekten von
  - Informationskontext (Bedienungsanleitung, Wartungsanleitung, Installationsanleitung usw.)
  - Informationsgegenstand (Maschine, Gebrauchsgegenstand, Softwaresystem usw.)
  - Informationsart (Text, bebilderte Anleitung, Film, Wiki, animiertes Lernprogramm usw.)
- Thematische Struktur und Regeln für die Titel
- Layout und Typographie, idealerweise unterstützt von Beispielen. Insbesondere ist die Einbindung des Corporate Design, die Verwendung von Firmenschriften und -Farben und die Positionierung und Größe des Firmenlogos in diesen Vorgaben festgelegt.
- Strukturvorgaben, Formatvorlagen oder Schablonen für verwendete DTP-Programme oder für multimediale Dokumentationsprogramme.
- Vorgaben zur Terminologie, also wie und ob beispielsweise Fremdwörter benutzt oder übersetzt werden sollen oder wie bestimmte firmeneigene Produkte und Teile davon zu benennen sind.

## Verfahrensvorschriften
Des Weiteren enthält ein Redaktionsleitfaden typischerweise:
- Die Abteilungen und Beteiligten, die Beiträge liefern sollen oder dürfen
- Informationsquellen, Ansprechpartner und Zuständigkeiten
- Externe Dienstleister, die an der Erstellung beteiligt sind, beispielsweise Dokumentationsbüros, Fotografen, Layout- oder Reprobetriebe
- Weitere relevante Abteilungen und Anspruchsträger, beispielsweise die Unternehmensleitung, die Marketingabteilung oder der technische Kundendienst
- Regeln für die Produktion und Publikation, beispielsweise Prüf- und Freigaberegeln
- Regeln und Verfahren für die Überprüfung der Aktualität und die Publikation von Errata, Ergänzungen, Aktualisierungen oder Neuauflagen

## Rechtliche Rahmenbedingungen
Die einer Norm rechtlich gleichgestellten Technischen Regeln der VDI-Richtlinienreihe 4500 Technische Dokumentation betrachten in VDI 4500 Blatt 2 die Grundlagen zu Ziel und Nutzen sowie die Gliederung eines Redaktionshandbuchs. Für das Ergebnis, die erstellten Anleitungen, gilt eine Reihe weiterer rechtlicher Vorschriften. Die Erstellung einer Bedienungsanleitung ist eine gesetzliche definierte Hauptpflicht eines Produktherstellers. Die Gewährleistungshaftung des Produzenten gilt auch für die Dokumentation.
Europäische Gesetze und Normen schreiben vor, was in einer Betriebsanleitung stehen muss und wie sie erstellt, geprüft und veröffentlicht werden muss. Rechtspflichten des Technischen Redakteurs ergeben sich unter anderem aus dem  § 823 ff BGB, dem Produkthaftungsgesetz sowie diversen Schutzgesetzen wie dem Geräte- und Produktsicherheitsgesetz, dem Medizinproduktegesetz und der Medizingeräteverordnung. Bei der Erstellung eines Redaktionsleitfadens sollte diesen rechtlichen Rahmenbedingungen ein besonderes Augenmerk geschenkt werden.